# Giorgio Avola
Giorgio Avola (Modica, 8 maggio 1989) è uno schermidore italiano, specializzato nel fioretto. Titolare della Nazionale di Scherma ha gareggiato per i Gruppi Sportivi della Guardia di Finanza.
È vincitore di una medaglia d’oro alle Olimpiadi del 2012 nel fioretto a squadre ed ha conquistato anche una medaglia di bronzo individuale e quattro medaglie d'oro a squadre ai Campionati Mondiali, un oro e quattro bronzi individuali e tre ori a squadre ai Campionati Europei Assoluti; è vincitore dei Giochi del Mediterraneo nel 2013.
Nel 2022 si laurea in Economia e Management alla Luiss Guido Carli di Roma con 110 e Lode e nel 2024 consegue l’MBA alla Luiss Business School.

## L'inizio e la carriera giovanile
Giorgio Avola inizia a praticare scherma presso la Conad Scherma Modica; sin dagli esordi pratica la specialità del fioretto sotto la guida del maestro Eugenio Migliore. Si mette subito in mostra, vincendo il campionato italiano giovanissimi nel 2001. L'anno dopo conquista l'argento nella categoria ragazzi spada e nel 2003 vince il bronzo nella categoria allievi
. Debutta in campo internazionale nella stagione 2005/2006, chiudendo la stagione con il nono posto di Giengen ed il diciassettesimo posto nel mondiale cadetti (under 17) a Taebaek; sfiora la vittoria del campionato italiano cadetti, vincendo l'argento, e conquista il bronzo individuale e l'oro a squadre al campionato del mediterraneo; disputa la prima finale in campo internazionale nella stagione 2006/2007, con il settimo posto ottenuto in prova di coppa under 20 a Viana do Castelo; termina la stagione vincendo l'oro individuale e l'argento a squadre al campionato del mediterraneo.
Nella stagione 2007/2008 a Mödling, in prova di coppa under 20, ottiene il primo grande successo, battendo in finale il compagno di squadra Tommaso Lari, che si prende la rivincita all'europeo di Amsterdam, eliminando Giorgio, che termina la gara all'undicesimo posto. Entrambi, insieme a Biondo e Foconi, ottengono il terzo posto nella prova a squadre, conquistando la medaglia di bronzo. Ai campionati italiani assoluti sfiora il podio, chiudendo con la quinta posizione. La stagione 2008/2009 si apre con tre podi in coppa del mondo under 20 (Bratislava terzo, Londra terzo e Aix-en-Provence primo), vince l'argento ai campionati italiani giovani (under 20) ed il bronzo ai campionati italiani under 23; i risultati ottenuti gli valgono la convocazione ai Mondiali under 20 di Belfast, dove si piazza dodicesimo nella prova individuale e vince l'oro nella prova a squadre. A fine anno va ad occupare la quinta posizione occupata nel ranking mondiale under 20. Termina la stagione vincendo l'argento a squadre ai campionati italiani di Tivoli con la squadra dell'Aeronautica Militare.

## Gli anni in nazionale assoluta

### 2010
Nel 2010, primo anno assoluto, ottiene un secondo posto a Bonn, un terzo posto a L'Avana, un sesto a Shanghai ed un settimo a Sharm el-Sheikh. Conquista l'oro nella prova individuale dell'europeo under 23 a Danzica, battendo in finale Alessio Foconi per 15-8; aveva disputato la sua migliore prestazione nei quarti, battendo il Russo Zherebchenko: dopo un pessimo inizio con un parziale di 9-0 per l'atleta russo, Giorgio riesce a compiere una rapida rimonta che l'ha portato sul punteggio di 12-12, sino a chiudere il match a suo favore per 13-12. Vince il campionato italiano a squadre con la Sala D'armi Aeronautica Militare a Siracusa. Nella stagione vi è anche la convocazione agli europei ed ai mondiali assoluti: si piazza diciassettesimo nella prova individuale e conquista la medaglia d'oro nella prova a squadre a Lipsia (Campionati europei), mentre a Parigi (Campionati mondiali) termina al nono posto. Dopo aver battuto il croato Jovanovic ed il coreano Choi, viene fermato ad un passo dalla finale dal francese Victor Sintès; è il migliore degli italiani in gara. Chiude la stagione come il numero 13 del ranking mondiale.

### 2011
Nel 2011 si riparte da Parigi, per la prima prova di Coppa del Mondo, dove conquista il secondo posto nella prova individuale, prendendosi la rivincita in semifinale su Sintès, per poi arrendersi in finale all'altro francese Le Péchoux (15-10).
Dal 1º marzo non fa più parte del gruppo sportivo dell'Aeronautica Militare con cui aveva vinto il titolo di campione d'Italia a squadre nel 2010. Torna a vestire la maglia della Conad Scherma Modica, sua società di allenamento nella quale aveva iniziato la carriera.
Giorgio chiude la stagione di coppa raggiungendo la finale anche a Venezia (sesto), San Pietroburgo (settimo). Nell'anno in cui la qualificazione olimpica è a squadre l'Italia del fioretto non delude. Il quartetto formato da Avola, Baldini, Cassarà e Aspromonte vincono quattro prove su cinque. A Bonn il modicano è artefice di una valida prestazione (6-3, 7-3, 7-2) e contribuisce alla vittoria dell'Italia contro la Corea per 45-41.
A fine marzo conquista la medaglia di bronzo ai campionati italiani under 23 di Brindisi, perdendo l'assalto in semifinale per 15-14 con Daniele Garozzo, poi vincitore della gara
. L'ultimo appuntamento nazionale della stagione sono i campionati italiani assoluti a Livorno, dove Giorgio si conferma ancora una volta all'altezza della situazione. Vince contro Foconi 15-14 nel tabellone dei 16 ed approda in semifinale, superando Martino Minuto con il punteggio di 15-11. A dividerlo dalla finalissima c'è il siracusano Stefano Barrera, campione in carica, che il modicano batte 15-13. Cede solo in finale con il padrone di casa Edoardo Luperi per 12-15, conquistando la medaglia d'argento.
Qualche giorno dopo l'ultima prova di coppa svoltasi a Cuba, l'atleta della Conad si è spostato in Texas, a Houston, chiamato dalla Federazione statunitense per una esibizione assieme al compagno di squadra Aspromonte.
Il 14 luglio a Sheffield conquista la sua prima medaglia individuale in campo assoluto, vincendo l'Europeo. In finale il siciliano ha avuto la meglio sul compagno di squadra Cassarà per 15-14. Dopo un girone eliminatorio con tutte vittorie, supera di diretto il primo turno. Nei 32 batte l'inglese Halsted per 15-9, con lo stesso punteggio supera il greco Nakis. Nei quarti batte il tedesco Bachmann 10-9 al minuto supplementare ed in semifinale vince agevolmente con il russo Cheremisinov per 15-8
. Nella prova a squadre arriva un'altra medaglia d'oro assieme ai compagni Baldini, Cassarà e Aspromonte. Il quartetto azzurro guidato dal C.T Stefano Cerioni in semifinale batte la Germania 45-32 e per il titolo supera la Francia con il punteggio di 45-28. Per Avola è il secondo oro in quattro giorni. Il 13 ottobre conquista la medaglia di bronzo individuale ai Mondiali di Catania. Viene sconfitto ad un passo dalla finale per 13-12 da Aspromonte, poi medaglia d'argento. Giorgio chiude la stagione al secondo posto del ranking mondiale, dietro solo a Cassarà.
Il 2011 si chiude con l'arruolamento dello schermidore modicano nel Gruppo Sportivo delle Fiamme Gialle.

### 2012
Nel 2012, anno olimpico, il neofinanziere raggiunge il podio a Seul, San Pietroburgo e L'Avana, sconfitto due volte in finale da Cassarà. Ottiene anche un buon nono posto a Venezia, sconfitto dal tedesco Bachmann 14-13 al minuto supplementare. Le soddisfazioni arrivano anche dalle prove a squadra, dove l'Italia conquista la vittoria sulla Germania in terra francese ed il quinto posto in Spagna; grazie a questi risultati, gli schermidori italiani ottengono la matematica qualificazione olimpica per Londra 2012.
A Cassino, gara che incorona il Campione italiano Under 23, Giorgio si ferma in semifinale sconfitto da Foconi, conquistando, così, la terza medaglia di bronzo nella competizione.
Il Campionato italiano 2012, svoltosi a Bologna, vede Giorgio impegnato solo nella competizione a squadre, nelle quali, con le Fiamme Gialle, insieme ad Aspromonte, Minuto e Garozzo, conquista la medaglia d'argento; i finanzieri verranno fermati in finale solo dall'Aeronautica Militare.
Durante l'europeo di Legnano, arrivano le convocazioni per i Giochi di Londra, dove Giorgio potrà essere impegnato solo nella prova a squadre. Il giorno dopo le convocazioni, la squadra di fioretto si conferma campione d'Europa per il terzo anno consecutivo con la stessa formazione (Avola, Baldini, Cassarà e Aspromonte). Durante le Olimpiadi di Londra 2012, con gli stessi compagni di squadra, vince l'oro nella competizione a squadre di fioretto maschile, battendo in finale il Giappone per 45-39.

### 2013
Il 2013 inizia bene per il neo-campione olimpico: a Parigi chiude al terzo posto, fermato dal compagno di squadra Baldini 15-14, poi vincitore della gara. Anche a Bonn raggiunge il terzo posto, stavolta fermato da Cassarà; il terzo podio della stagione arriva con l'ultima prova di coppa a L'Avana, dove Avola è sconfitto in finale 15-14. Con la squadra ottiene la vittoria a Seul e La Coruña.
Al Campionato italiano 2013, svoltosi a Trieste, si piazza al terzo posto nella gara individuale, conquistando la medaglia di bronzo. Viene sconfitto da Foconi, poi vincitore della gara su Aspromonte. Nella prova a squadre le Fiamme Gialle ottengono la medaglia d'argento, fermati in finale dalle Fiamme Oro.
Dopo un Campionato europeo poco brillante, dove non ottiene medaglie, partecipa ai Giochi del Mediterraneo, dove ottiene la vittoria nella prova individuale. Conquista la medaglia, battendo in finale il francese Enzo Lefort per 15-9; in semifinale aveva avuto la meglio sull'egiziano Alaaeldin Abouelkassem, vincitore della medaglia d'argento alle Olimpiadi di Londra. I Campionati del mondo di Budapest vedono Giorgio fermarsi nell'assalto valido per gli ottavi, sconfitto 15-14 dall'americano Chamley-Watson, poi vincitore della gara. La competizione a squadre ha ben altro esito per gli italiani, che, dopo aver battuto Repubblica Ceca e Gran Bretagna, in semifinale si ritrovano contro la Russia dell'ex C.T. Cerioni, dove gli azzurri di Cipressa vincono per 45-44; meno sofferta la finale contro gli Stati Uniti d'America, vinta per 45-33.

### 2014
Durante il 2014 Giorgio conquista la finale a Seul ed a Venezia nelle prove individuali. Con la squadra ottiene la vittoria a Parigi ed un secondo posto a La Coruña, sconfitti dalla Russia in finale.
Al Campionato italiano assoluto svoltosi ad Acireale conquista la medaglia d'argento, venendo sconfitto in finale da Andrea Baldini per 15-13.
All'europeo di Strasburgo nella prova individuale si ferma ai piedi del podio, sconfitto dal russo Cheremisinov per 14-12. La squadra conquista la medaglia d'argento, fermata in finale dalla Francia. Ai mondiali di Kazan con l'undicesima posizione risulta il migliore degli azzurri in gara per il fioretto maschile; verrà fermato dal cinese Ma, poi medaglia d'argento e vincitore della Coppa del Mondo 2014. Insieme ai compagni di squadra conquista la medaglia di bronzo, vincendo la finale per il terzo posto con la Russia per 45-29. In semifinale i fiorettisti erano stati sconfitti dalla Cina per 45-39.

### 2015
A Torino, in occasione dei Campionati Italiani Assoluti, Avola conquista la sua quarta medaglia individuale, vincendo il bronzo, e completa la stagione ai mondiali assoluti di Mosca, conquistando la medaglia d'oro nella competizione a squadre.

### 2015-2016
Nell'anno valido per la qualifica olimpica, Giorgio per quattro volte si ferma ai piedi del podio (San José, Torino, Parigi e L'Avana). Il 17 gennaio 2016, grazie all'argento conquistato a Parigi, la squadra di fioretto, composta da Avola, Cassarà, Baldini e Garozzo ottiene la matematica qualificazione alle olimpiadi di Rio de Janeiro.
A Roma, con la squadra delle Fiamme Gialle, insieme a Valerio Aspromonte, Daniele Garozzo e Luigi Samele, conquista il Campionato Italiano Assoluto a squadre.
Agli Europei di Toruń, il 20 giugno 2016 Avola raggiunge il podio nella gara individuale, conquistando la medaglia di bronzo, risultando il migliore degli italiani in gara. Nella prova a squadre dà il suo contributo alla conquista della medaglia d'argento.
il 27 giugno 2016 viene ufficializzata la sua convocazione ai Giochi Olimpici di Rio, sia per la prova individuale sia per quella a squadre. 
il 7 agosto sale in pedana per la sua prima olimpiade individuale come numero otto del ranking mondiale. Supera agevolmente la prima diretta, vincendo con il messicano Gomez 15-5; per accedere nei primi otto, Giorgio batte il quattro volte campione del mondo Peter Joppich 15-13. Il sogno olimpico si ferma ad una stoccata dalla semifinale, sconfitto 15-14 dal numero uno al mondo, Alexander Massialas. Termina la stagione come quinto del Ranking mondiale. Nella prova a squadre l'Italia di fioretto maschile si ferma ai piedi del podio, sconfitti 45-31 dagli USA.

### 2016-2017
Durante la stagione di Coppa del Mondo del 2017 conquista un secondo posto a Tokyo e due terzi posti (Parigi e Long Beach).
Ai Campionati Italiani Assoluti di Gorizia, con la squadra delle Fiamme Gialle, conquista la medaglia d'argento.
Durante il Campionato europeo di Tbilisi, Giorgio riconferma la medaglia di bronzo nella prova individuale, sconfitto solo dal compagno di squadra Daniele Garozzo, poi vincitore della gara. È bronzo anche nella competizione a squadre: l'Italia sconfitta dalla Russia in semifinale vince l'assalto per il terzo posto contro la Germania.
Durante il Mondiale di Lipsia, si ferma per i 16 sconfitto dal Giapponese Shikine. Vince l'oro a squadre nello stesso Mondiale il 26 luglio insieme a Daniele Garozzo, Andrea Cassarà e Alessio Foconi.

### dal 2018
Nel 2018, durante la stagione di Coppa del Mondo, raggiunge il podio nella prova di Parigi, ottenendo il terzo posto.
A Milano, in occasione dei Campionati italiani assoluti, vince la prova a squadre di fioretto maschile con le Fiamme Gialle.
Durante gli Europei Assoluti di Novi Sad, vince la medaglia di bronzo, fermato solo dal vincitore della gara Aleksej Čeremisinov; per il modicano si tratta della terza medaglia individuale consecutiva nella competizione. Nella prova a squadre l'Italia viene fermata in finale dalla Russia, conquistando la medaglia d'argento.
Vince l'oro a squadre nel fioretto ai Mondiali di Scherma a Wuxi 2018. Il 18 Giugno del 2022 vince il Bronzo agli Europei di Scherma ad Antalya dopo aver perso in Semifinale per 15 - 10 con Daniele Garozzo.

## Palmarès

### Risultati élite
In carriera ha ottenuto i seguenti risultati:
Giochi olimpici
Individuale
A squadre
- Oro nel fioretto a Londra 2012

Mondiali
Individuale
- Bronzo nel fioretto a Catania 2011

A squadre
- Oro nel fioretto a Budapest 2013
- Oro nel fioretto a Mosca 2015
- Oro nel fioretto a Lipsia 2017
- Oro nel fioretto a Wuxi 2018
- Bronzo nel fioretto a Kazan' 2014
- Bronzo nel fioretto a Budapest 2019

Mondiali militari
Individuale
A squadre
- Oro nel fioretto ad Acireale 2017

Europei
Individuale
- Oro nel fioretto a Sheffield 2011
- Bronzo nel fioretto a Torun 2016
- Bronzo nel fioretto a Tbilisi 2017
- Bronzo nel fioretto a Novi Sad 2018
- Bronzo nel fioretto a Adalia 2022

A squadre
- Oro nel fioretto a Lipsia 2010
- Oro nel fioretto a Sheffield 2011
- Oro nel fioretto a Legnano 2012
- Argento nel fioretto a Strasburgo 2014
- Argento nel fioretto a Toruń 2016
- Argento nel fioretto a Novi Sad 2018
- Bronzo nel fioretto a Tbilisi 2017
- Bronzo nel fioretto a Düsseldorf 2019

Giochi del Mediterraneo
Individuale
- Oro nel fioretto a Mersin 2013

Campionati italiani
Individuale
- Argento nel fioretto a Livorno 2011
- Argento nel fioretto a Acireale 2014
- Bronzo nel fioretto a Trieste 2013
- Bronzo nel fioretto a Torino 2015

A squadre
- Oro nel fioretto a Siracusa 2010
- Oro nel fioretto a Roma 2016
- Oro nel fioretto a Milano 2018
- Oro nel fioretto a Palermo 2019
- Argento nel fioretto a Tivoli 2009
- Argento nel fioretto a Bologna 2012
- Argento nel fioretto a Trieste 2013
- Argento nel fioretto a Gorizia 2017
- Argento nel fioretto ad Courmayeur 2022

Coppa del mondo
Classifica individuale
- 2010-2011 -  nella classifica generale del fioretto
- 2015-2016 - 5º nella classifica generale del fioretto
- 2016-2017 - 8º nella classifica generale del fioretto
- 2017-2018 - 10º nella classifica generale del fioretto
- 2009-2010 - 13º nella classifica generale del fioretto
- 2011-2012 - 13º nella classifica generale del fioretto
- 2012-2013 - 13º nella classifica generale del fioretto
- 2013-2014 - 14º nella classifica generale del fioretto
- 2014-2015 - 21º nella classifica generale del fioretto

Classifica a squadre
- 2017-2018 -  nella classifica generale del fioretto
- 2018-2019 -  nella classifica generale del fioretto
- 2019-2020 -  nella classifica generale del fioretto

Prove individuali
- 2009-2010 -  (Bonn);  (L'Avana)
- 2010-2011 -  (Parigi)
- 2011-2012 -  (Seul, San Pietroburgo, L'Avana)
- 2012-2013 -  (L'Avana);  (Parigi, Bonn)
- 2016-2017 -  (Tokyo);  (Parigi, Long Beach)
- 2017-2018 -  (Parigi)
- 2018-2019 -  (Parigi, Il Cairo)
- 2021-2022 -  (Belgrado)

Prove a squadre
- 2010-2011 -  (Parigi)
- 2017-2018 -  (Parigi, San Pietroburgo);  (Il Cairo)
- 2018-2019 -  (Tokyo);  (Bonn, Parigi);  (Il Cairo)
- 2019-2020 -  (Parigi);  (Tokyo)

### Risultati giovani
Mondiali giovani
Individuale
A squadre
- Oro nel fioretto a Belfast 2009

Europei under-23
Individuale
- Oro nel fioretto a Danzica 2010

A squadre
Europei giovani
Individuale
A squadre
- Bronzo nel fioretto a Amsterdam 2008

Campionati del mediterraneo
Individuale
- Oro nel fioretto a Siracusa 2007
- Bronzo nel fioretto ad Hammamet 2006

A squadre
Campionati Italiani Under 23
- Bronzo individuale nel fioretto a Foligno 2009
- Bronzo individuale nel fioretto a Brindisi 2011
- Bronzo individuale nel fioretto a Cassino 2012

Campionati Italiani Giovani
- Argento individuale nel fioretto a Monza 2009

Campionati Italiani Cadetti
- Argento individuale nel fioretto ad Acireale 2006